# Aravindh Chithambaram
Aravindh Chithambaram (Madurai, 11 de setembre de 1999) és un jugador d'escacs indi que va esdevenir Gran Mestre el 2014, amb només 14 anys. És entrenat pel Gran Mestre indi Ramachandran Ramesh.
A la llista d'Elo de la FIDE del gener de 2022, hi tenia un Elo de 2611 punts, cosa que en feia el jugador número 15 (en actiu) de l'Índia. El seu màxim Elo va ser de 2641 punts, a la llista del març de 2020.

## Resultats destacats en competició
Quan tenía 12 anys, el 2012 Aravind va guanyar el National Junior Boys Tournament que va tenir lloc a Mumbai. El 2011 va aconseguir el títol de mestre FIDE guanyant el campionat d'Àsia sub-12. El 2012 va tenir la medalla de plata en el Campionat d'Europa d'escacs de la joventut de la categoria sub14 jugat a Eslovènia. El novembre del 2013 va aconseguir la primera norma de Gran Mestre a l'Obert de Chennai amb una extraordinària performance de 2728 quan tenia 14 anys i 2335 d'Elo, després de derrotar quatre Grans Mestres i dos Mestres Internacionals fent 9 punts dels 11 possibles.
El gener del 2014, Aravind guanya el campionat sub-17 de l'Índia. El març del 2014, va aconseguir el títol de Mestre Internacional en guanyar la seva tercera norma a l'Obert de Cannes, a França. A l'abril del 2014 va aconseguir la seva segona norma de Gran Mestre a l'Obert Internacional Kuala Lumpur jugat a Malàisia amb unes taules a l'última ronda contre el Gran Mestre Serguei Tiviàkov. El 25 d'agost del 2014 aconsegueix la tercera i definitiva norma de GM en guanyar al Gran Mestre Aleksei Xírov a la novena ronda del Riga Technical University Open i en puntuar 7 punts de 9 possibles. El setembre de 2014 va ser subcampió del món Sub-16 a Durban, Sud-àfrica.
El juliol de 2015 fou clarament vencedor del 45è torneig de l'Índia Sub-19, amb 9½ punts d'11, un més que el segon classificat G. Akash. El maig de 2016 es proclamà campió juvenil de l'Àsia a Nova Delhi.
El novembre de 2017 a Tarvisio (Itàlia) fou subcampió del món juvenil igualant a 8½ punts d'11 amb el campió Aryan Tari.